# Pteroeides densum
Pteroeides densum is een Pennatulaceasoort uit de familie van de Pennatulidae. De wetenschappelijke naam van de soort is voor het eerst geldig gepubliceerd in 1966 door Tixier-Durivault.